# Club Deportivo Bala Azul
El Club Deportivo Bala Azul es un club de fútbol de España, de la ciudad de Puerto de Mazarrón en la Región de Murcia. Fue fundado en 1948 y actualmente milita en Tercera RFEF

El club español ha militado en varias competiciones nacionales, como la Tercera División de España durante 14 temporadas y la Copa Real Federación Española de Fútbol. También fue campeón del Territorial Preferente en la temporada 2005/06.

## Historia
El club se fundó en el año 1948 y es uno de los clásicos del fútbol modesto en la Región de Murcia. Ascendió por primera vez a Tercera División en la temporada 1992/93. En su estreno en la categoría nacional no fue capaz de conservar la categoría y descendió al quedar 18º.
En 1996 se fusiona con el Mazarrón CF, dando lugar al Playas de Mazarrón CF, en un intento por relanzar el fútbol del municipio. Dada la gran rivalidad que existía y existe entre los dos equipos la fusión se deshace un año después.
En la temporada 1998/99 consigue ascender de nuevo a Tercera División y se consolida en la categoría con 6 temporadas seguidas consiguiendo la permanencia. Sin embargo en la campaña 2004/05 desciende al quedar colista. No obstante, solo tarda un año en regresar a Tercera, y tras quedarse campeón en Territorial Preferente (actual Preferente Autonómica), consigue mantenerse en Tercera División durante siete campañas consecutivas, hasta la temporada 2012/13, cuando pierde la categoría.
El club ocupa la posición 413 de la clasificación histórica de la Tercera División de España con 595 puntos acumulados durante las 14 temporadas disputadas, correspondientes a 530 partidos ganados, 130 empatados y 242 partidos, 682 goles a favor y 880 en contra.
El club también suele disputar partidos en verano, ante clubes que han participado en la Segunda División como el Granada C.F..
Un artículo publicado en una web española considera que el nombre del club es uno de los más extraños de España, junto a otros como Lagun Onak, Constància, Pegaso o Real Titánico.

### Competiciones
El Club Deportivo Bala Azul ha disputado durante 14 temporadas la Tercera División de España, torneo organizado por la Real Federación Española de Fútbol (RFEF). Sin embargo, el club también ha disputado la Copa Real Federación Española de Fútbol, un torneo que se disputa anualmente por clubes de Segunda División B y Tercera División. En este torneo, en la temporada 2012/13 logró clasificar hasta las semifinales, donde perdió contra el Club Deportivo Plus Ultra por un marcador de 0-1.
En la temporada 2009/10 varios clubes de segunda y tercera división se vieron involucrados en los denominados «descensos por impago» (problemática que afectó a varios clubes por el impago de jugadores) y aunque el Club Deportivo Bala Azul participó en dicha temporada, no se vio afectado; tres clubes de tercera se vieron afectados. Esto hizo que la Real Federación Española de Fútbol reestructurara los grupos, tanto de segunda como de tercera división, después de revisar y validar «toda la documentación pertinente».
En la temporada 2012-13, de la Tercera División de España - Grupo XIII, el club quedó finalmente eliminado del torneo, debido a que ocupó el puesto 16, con 31 puntos al final de los 34 partidos disputados.
Desde la temporada 2013-14, el club participa en la Preferente Autonómica de la Región de Murcia.

## Estadio
El estado oficial del Club Deportivo Bala Azul es el Municipal Playasol, ubicado en el municipio de Mazarrón, Murcia. El recinto deportivo posee una capacidad de 4500 espectadores y fue construido en 1975. Las medidas completas del estadio son 100x48 metros.

## Socios
El club Bala Azul posee cerca de 150 socios que se encuentran adscritos al club. El presupuesto del club es de  40 000 €.

## Uniforme
- Uniforme titular: Camiseta azul, pantalón azul, medias azules.
- Uniforme alternativo: Camiseta verde, pantalón verde, medias verdes.

## Cronología de los entrenadores
- Lillo (2009/2010)
- Gaspar Contreras (2010/2011).[14]
- Luis Antonio Franco Romero (2011/2012).[15]
- Francisco Javier García Martínez (2012/2013).[16]
- Sergio Embarre (2012/2013).

## Datos del club
- Temporadas en Primera División: 0
- Temporadas en Segunda División: 0
- Temporadas en Segunda División B: 0
- Temporadas en Tercera División: 15
- Mejor puesto en la liga: 6º (Tercera División de España, temporada 2010/11).[3]
- Peor puesto en la liga: 20º (Tercera División de España, temporada 2016/17).[3]

## Palmarés

### Torneos regionales
- Territorial Preferente (1): 2005/06